# Троцкий и Первая мировая война

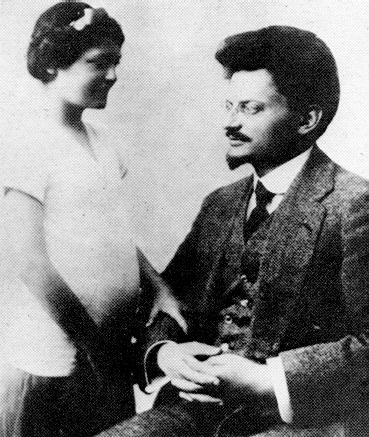
Л. Троцкий с дочерью в 1915 году

Троцкий и Первая мировая война — период в жизни Льва Троцкого, связанный с Первой мировой войной. В 1914 году, в связи с началом боевых действий, Троцкий с семьёй, опасаясь быть интернированным австро-венгерскими властями, бежал из Вены в швейцарский Цюрих, где написал брошюру «Война и Интернационал», в которой критиковал западноевропейских социал-демократов за поддержку правительств своих стран в войне и сформулировал лозунг о создании «Соединённых Штатов Европы». После этого революционер переехал в Париж, где стал военным корреспондентом газеты «Киевская мысль» и приступил к выпуску газеты «Наше слово»; в своих статьях он неоднократно высказывался за прекращение войны с последующим началом социалистической революции. В сентябре 1915 года Троцкий, вместе с В. Лениным и Ю. Мартовым, участвовал в международной Циммервальдской конференции. Заняв антивоенную позицию, Троцкий в глазах французских властей стал «крайне нежелательным элементом» и был насильно выслан в Испанию.
Порвав во время мировой войны с Августовским блоком, Троцкий «сделал первый и решительный шаг по дороге, которая позднее приведёт его в партию большевиков». Кроме того, революционер ещё в 1914 году, вопреки позиции большинства, предсказывал, что боевые действия новой войны будут затяжными и кровавыми. После Октябрьской революции 1917 года опыт, полученный Троцким в роли военного корреспондента, стал основой для его деятельности на посту советского наркомвоенмора.

## Предыстория

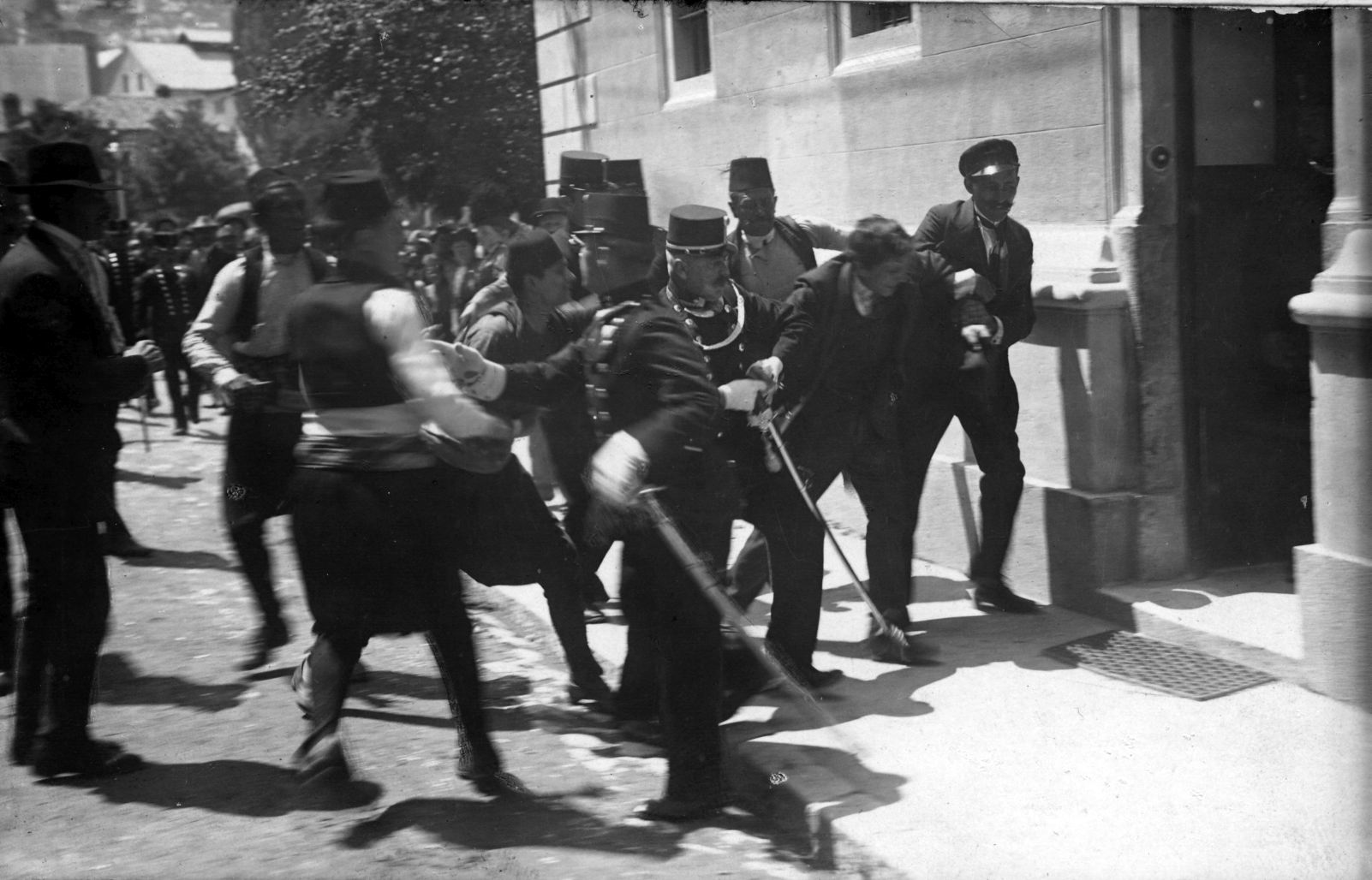
Предположительно, арест Гаврило Принципа в Сараево (1914)

Начало Первой мировой войны положило конец «золотой эпохе». По мнению историка и публициста Исаака Дойчера, в начале XX века «на войну начали смотреть как на варварское прошлое»".

## История

### Антимилитаризм и Циммервальд

#### Бегство из Вены
Первая мировая война, начавшаяся для России 1 августа 1914 года, неожиданно поставила перед социалистами всех стран и политических течений «сложнейшие» вопросы: о причине начала боевых действий, об отношении к войне (следует ли занять патриотические или интернационалистские позиции?), об отношении к правительству, о путях выхода из войны и так далее. Троцкий проживал в те годы в Австро-Венгрии: «глубочайшее размежевание» в рядах социалистов, произошедшее с началом войны, ставило крест на его политических планах. В первые недели войны Троцкий больше задавался вопросами о реакции социалистов на войну, нежели о причинах начала её самой.
Он вернулся домой с синяками и с опытом международной политики.

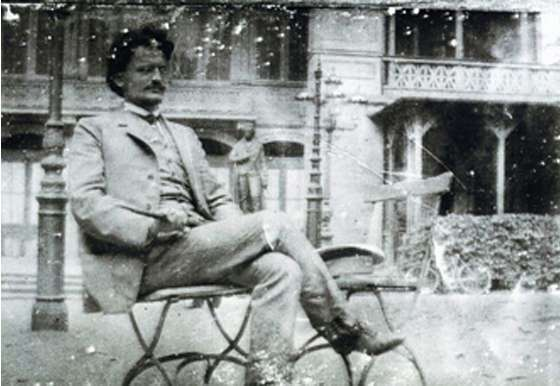
Троцкий в Вене

Сам Троцкий, будучи формально подданным Российской империи, также оказался в сложном положении:
Война захватывает всех, и, следовательно, угнетенные, обманутые жизнью чувствуют себя как бы на равной ноге с богатыми и сильными… Недаром же война часто является в истории матерью революции.

#### Ленин и «Eintracht»
По мнению Троцкого произошло полное крушение Второго Интернационала — «катаклизм перевернул» старый Интернационал:
Только пробуждение революционного социалистического движения, которое должно будет сразу принять крайне бурные формы, заложит фундамент нового Интернационала. Грядущие годы будут эпохой социальной революции.
В своём антимилитаризме Троцкий оказался политически близок к Ленину. Революционер также стоял на позиции о необходимости скорейшего завершения войны с последующим переходом к революции.
В среде молодого поколения Ленин, Троцкий, Люксембург и Бухарин широким фронтом немедленно выступили против войны и осудили предательское соглашательство социал-демократических организаций, вставших в один ряд со своими классовыми угнетателями в давно предвиденной капиталистической бойне.

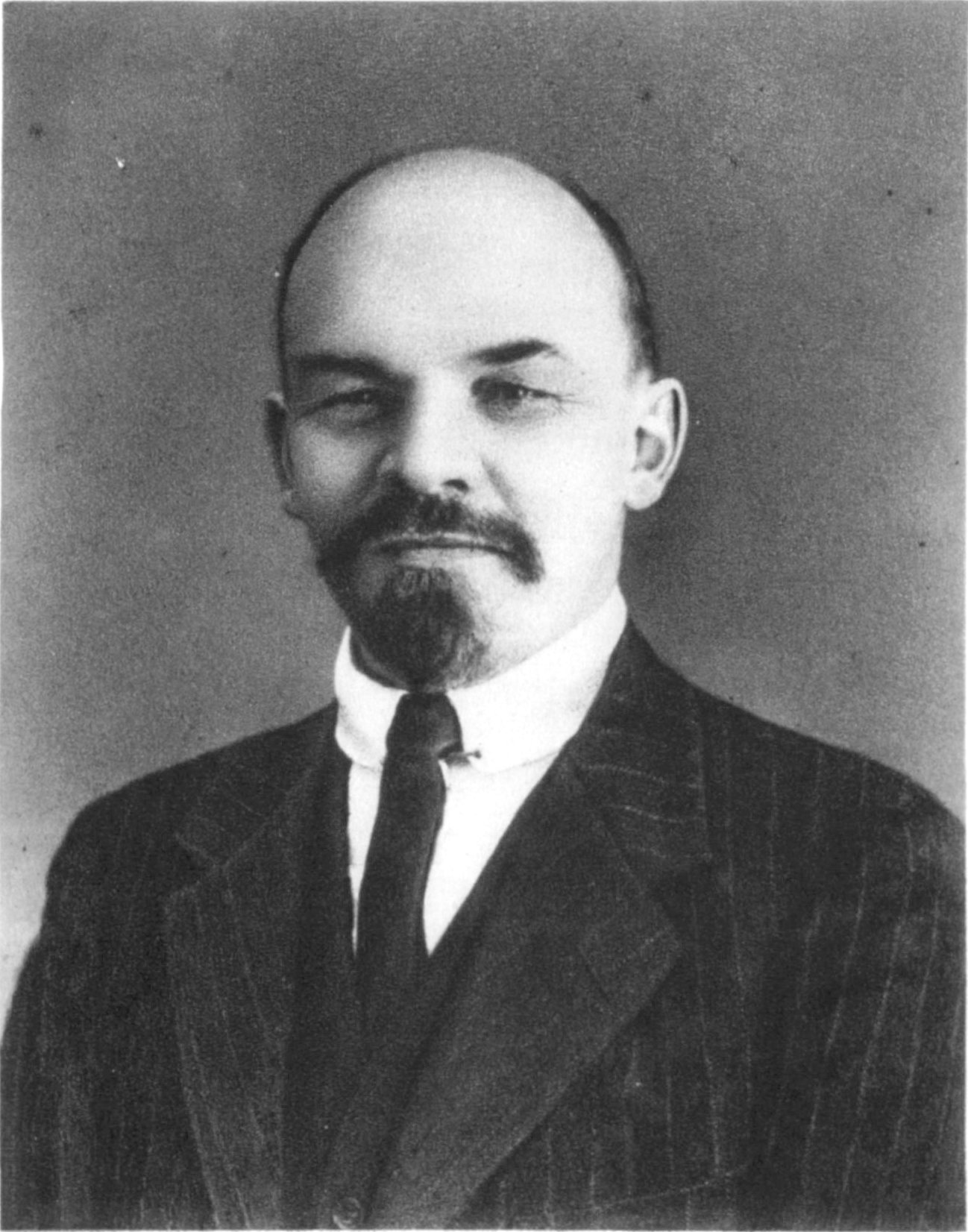
В. Ленин в 1916 году

Троцкий был менее остр в своих оценках. (В период Гражданской войны в России отношение Троцкого к Каутскому изменится на противоположное: см. «Терроризм и коммунизм»)

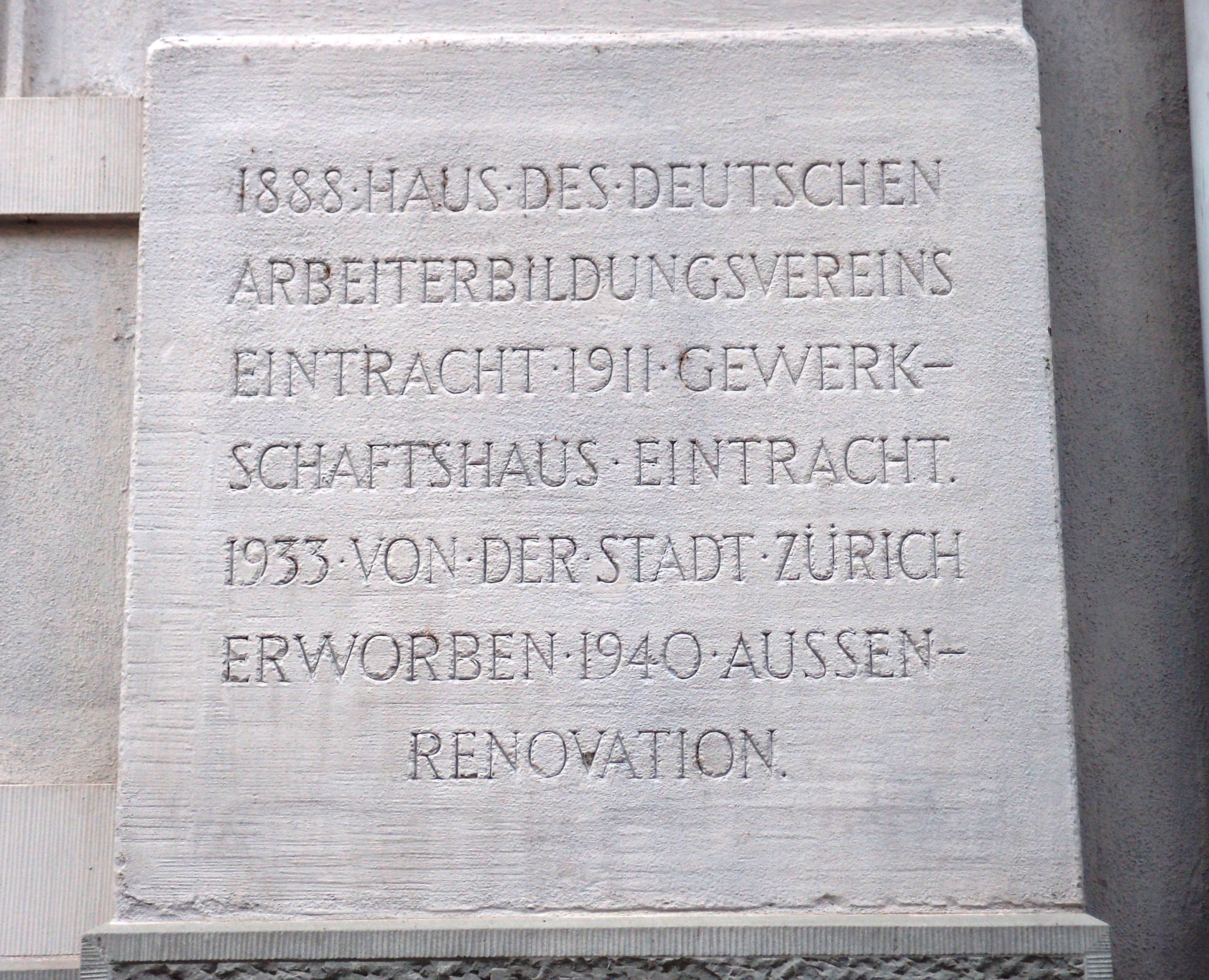
Памятная табличка «Согласия»

#### «Война и Интернационал»
Во время подготовки своего «первого развернутого изложения антивоенной политики» Троцкий сблизился с польско-германским социалистом Карлом Радеком, высланным из Германии за антивоенную пропаганду — с Радеком Троцкий ранее был знаком лишь поверхностно. Радек в те годы считал, что капиталистический мир не готов к социалистической революции .

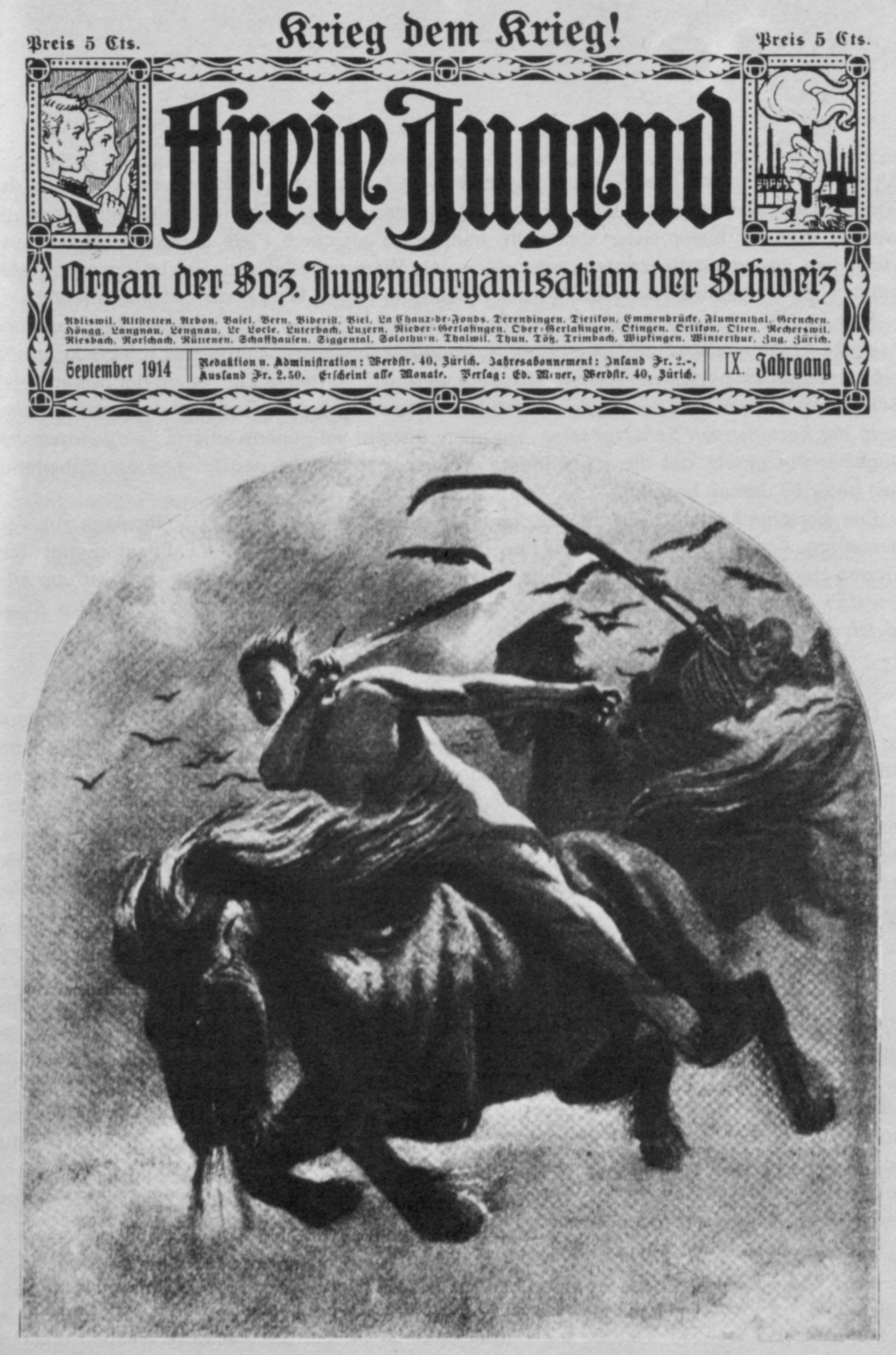
Журнал швейцарского молодёжного социалистического движения «Freie Jugend», объявляющий «войну войне» (сентябрь 1914)

В нашей борьбе с царизмом мы не искали и не ищем помощи со стороны габсбургского или гогенцоллернского милитаризма…

#### В Цюрихе
Постепенно у Троцкого в Швейцарии сложился круг для личного и политического общения: кроме Леонарда Рагаца в него входил анархист Фриц Брупбахер и германский социалист Вилли Мюнценберг, который позже возглавил Коммунистический интернационал молодежи. Брупбахер спустя многие годы писал, что «с приездом Троцкого в Цюрих в рабочем движении возродилась жизнь». Троцкого даже выбрали делегатом съезда Швейцарской социалистической партии, но затем партийным руководителям удалось «растолковать рядовым членам, что было бы неблагоразумно давать право голоса иностранцу».

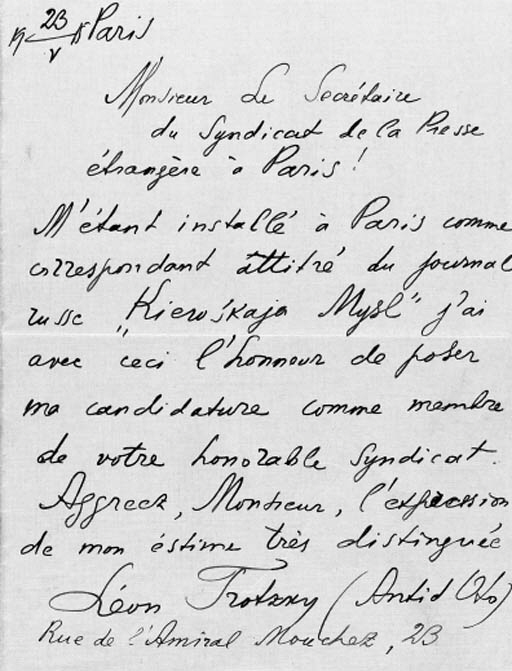
Письмо Троцкого как корреспондента газеты «Киевская мысль» (Париж, 1915)

#### Во Франции. «Киевская мысль»
Троцкий финансово обеспечивал себя и свою семью.
Поскольку Франция являлась союзницей Российской империи по Антанте, почтово-телеграфная связь с Киевом не была нарушена и Троцкий смог без проблем передать свою первую заметку. Первый увидевший свет материал Троцкого был о французском генерале Жозефе Жоффре. Фельштинский и Чернявский поражались тому, что данный текст не был составлен в «антимилитаристском духе»:
Жоффру верят, Жоффра любят. Он сделался руководителем современной армии не по праву рождения, а по праву воспитания и труда; он врастал в армию, обогащая свои познания и свой практический опыт по мере роста и усложнения военно-технического аппарата во всем его объеме.

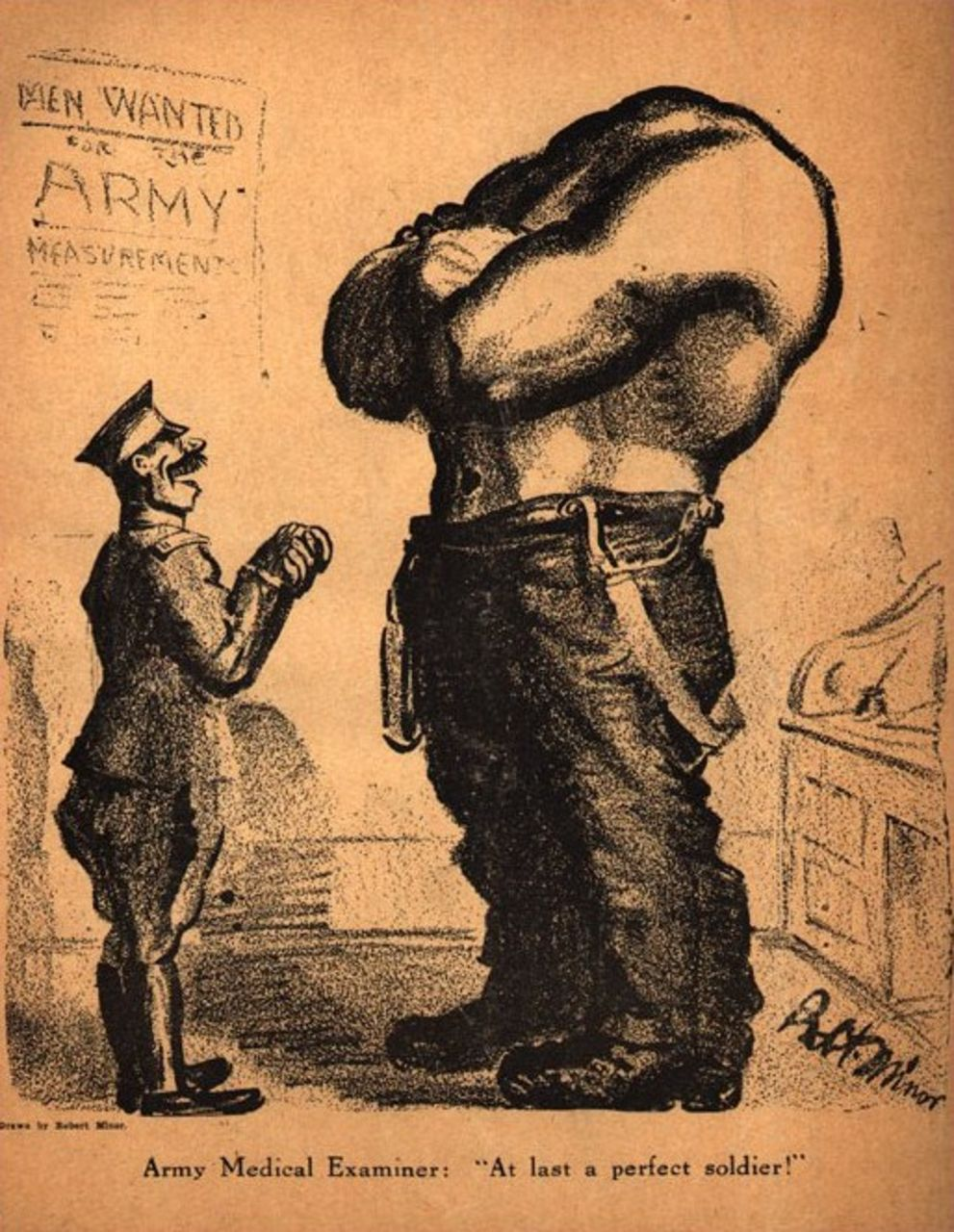
Карикатура «Военный врач на призывном участке: „Наконец-то идеальный солдат!“» (1916)

В данной теме Троцкий мог позволить себе больше свободы. Хотя они и не особо обратили внимание на визит российских парламентариев. В целом революционер «пробовал писать в такой манере, чтобы проницательный читатель мог догадаться о том, что было оставлено обозревателем между строк».
В то же время Троцкий «тепло» относился к французской столице. В неопубликованной статье 1916 года он писал о площади Звезды:

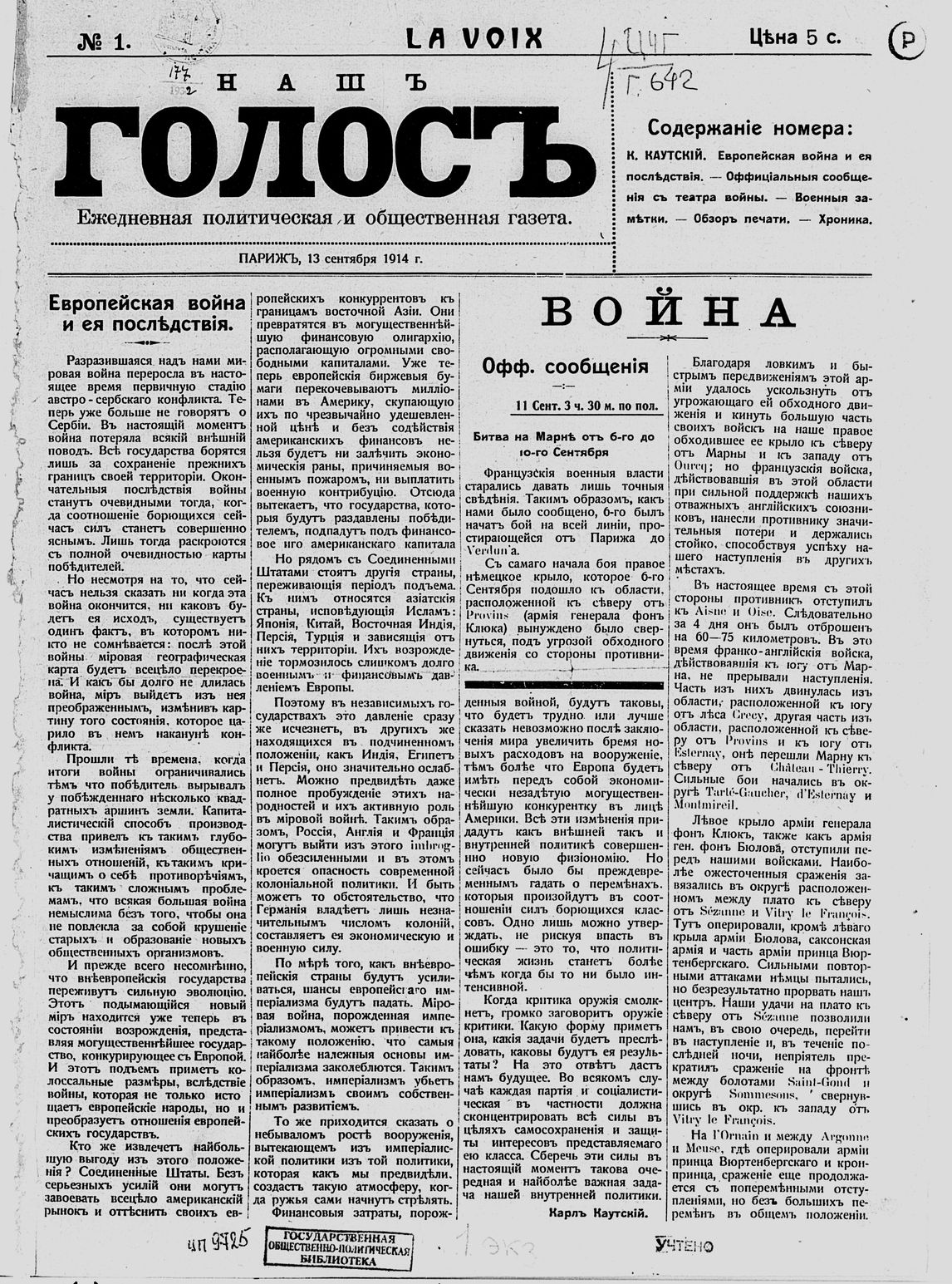
Газета «Наш голос» (№ 1, 1914)

Могучая звезда Парижа, откуда 12 улиц расходятся радиусами из центра. Это одно из главных средоточий великого города. Волны его жизни приливают и отливают по этим двенадцати каналам. Если площадь Согласия на языке городской архитектуры выражает красоту простора, то Place d'Etoile раскрывает гармонию в хаосе движения.

#### «Наш голос»
На страницах марксистского печатного органа революционер вновь вернулся к тем проблемам, что уже затрагивал в швейцарской брошюре «Война и Интернационал». В своих печатных выступлениях антивоенная позиция автора стала более заметна («в интересах социализма война должна закончиться без победителей и побежденных»).

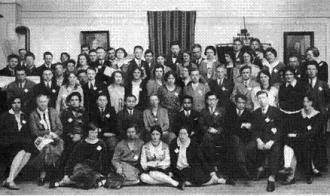
Участники Циммервальдской конференции (1915)

#### Конференция в Циммервальде
Мартов писал: «встретился с Гриммом. Ничего нового он мне не сообщил, но условился, что приехать надо будет в середине января, и передал мне и Троц[кому], так сказать, полномочия выбрать французов, которых можно будет пригласить. Относительно россиян придется условиться Вам с ним: мы пока говорили о Троцком, Ленине, Вас и мне». Аксельроду затем сообщал, что вступил в контакт с Троцким и предложил ему получить мандаты от Организационного комитета Августовского блока .
Дело шло довольно гладко. Но когда Моргари трагическим шепотом заговорил о необходимости раздобыть фальшивые паспорта для поездки в Швейцарию… у господ депутатов вытянулись лица, и один из них, не помню, кто именно, поспешно подозвал гарсона и второпях заплатил за весь кофе, потребленный совещанием.

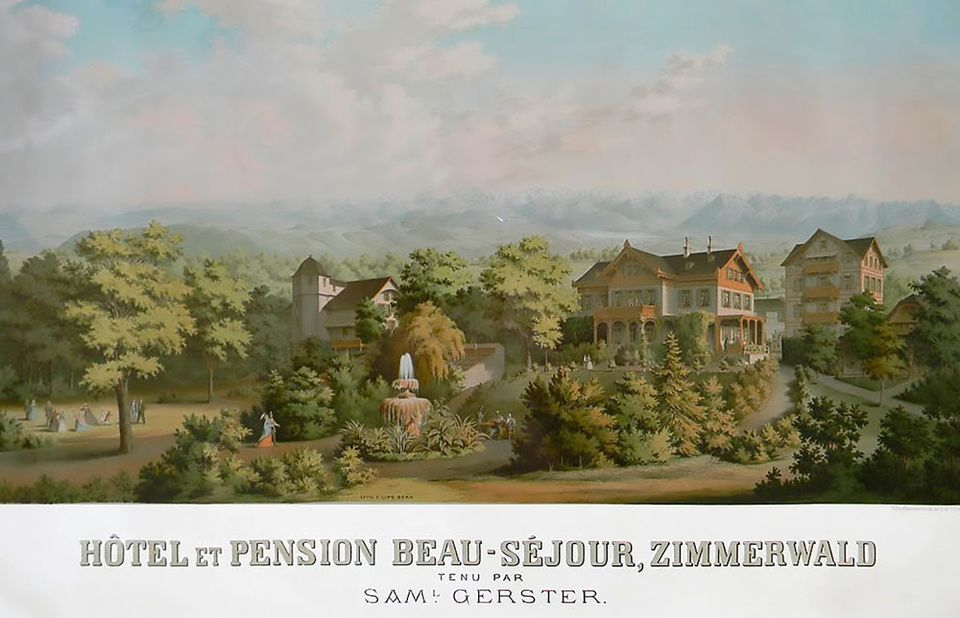
Отель «Beau-Séjour», в котором проживали делегаты конференции

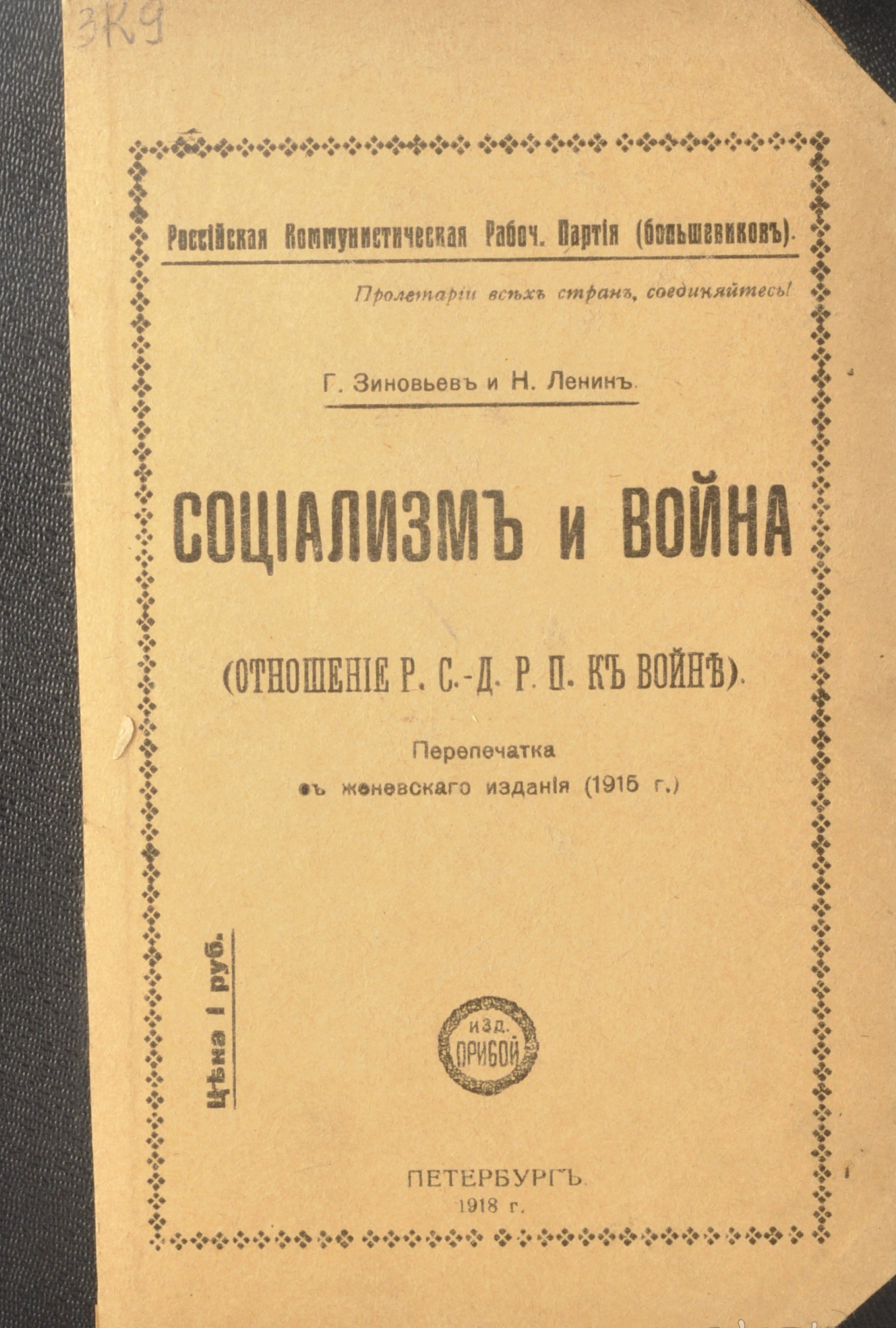
Брошюра Ленина «Социализм и война»

Перед открытием конференции Ленин поставил под вопрос полномочия Мартова, Троцкого и Мануильского, представлявших редакция «Нашего слова»: в итоге, Мартов и Мануильский отказались от своих мандатов в пользу Троцкого, что вызвало новые протесты Ленина.
Ленин не одобрил текст Троцкого:
Рональд-Гольст, как и Раковский (видели его фракционную брошюру?, как и Троцкий, по-моему, все вреднейшие „каутскианцы“… все в разных формах прикрашивают оппортунизм.
Троцкий собирался объединить российских делегатов в рамках нового совещания, но не преуспел, поскольку их позиции существенно различались:

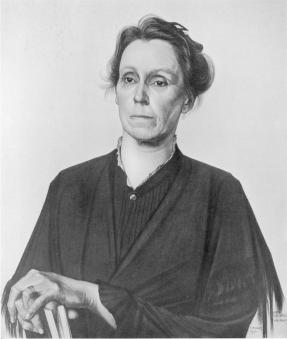
Генриетта Роланд-Гольст (1921)

Троцкий и К° заграничных лакеев оппортунизма напрягает все усилия, чтобы «замазать» разногласия и «спасти» оппортунизм «Нашей зари».

### «Борьба», «Голос» и «Наше слово»

#### «Борьба»
На меня эта история произвела самое прискорбное впечатление. Я впервые усомнился в личной безупречности и порядочности Троцкого…
Что же касается посланий Троц[кого], то они все пронизаны удивительной мелочностью… Это так по-плехановски или даже по-ленински нечестно, что мне искренне жаль, что на это пошёл Троцкий, к которому нам удавалось до сих пор сохранять личное уважение при всяком обострении полемики.

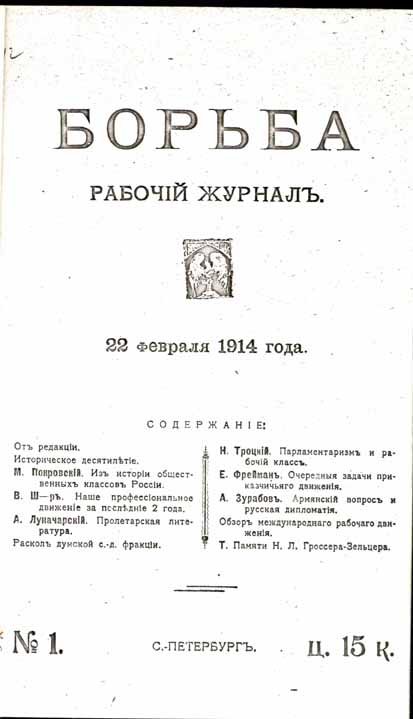
Журнал «Борьба» (1914)

Троцкий намеревался создать в Санкт-Петербурге легальный журнал, по поводу которого Аксельрод писал:
Чует мое сердце, что готовится новая ахинея.
Уже в первом номере Троцкий писал о единстве хотя бы фракции социалистов в Государственной Думе Российской империи:

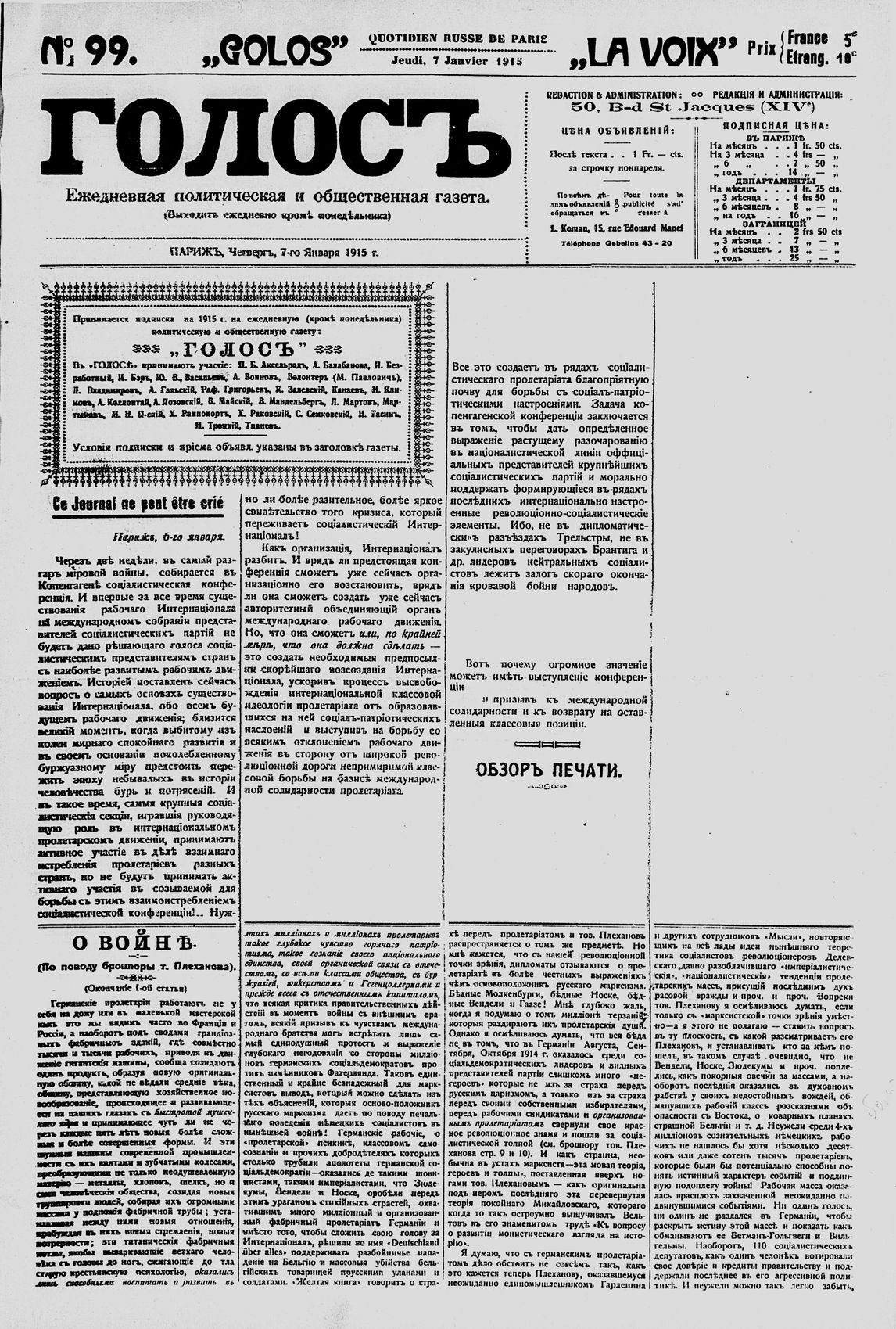
Газета «Голос» (№ 99, Париж) с фрагментами, вырезанными цензурой

Необходимо, чтобы доверенные лица Интернационала свели обе части нашего расколовшегося парламентского представительства и совместно с ними рассмотрели, что их объединяет и что раскалывает… Может быть выработана детальная тактическая резолюция, формирующая основы парламентской тактики.

#### Мартов. «Голос»
Заседания редакции превращались в длиннейшие дискуссии, во время которых Мартов с изумительной гибкостью ума, почти с каким-то софистическим пронырством избегал прямого ответа на то, рвет ли он со своими оборонцами, а Троцкий наступал на него порою очень гневно.
В итоге, по словам самого Мартова, ему «опять приходилось ходить вокруг [Троцкого], как вокруг столика с фарфоровой статуэткой».
В редакции «Голоса» Троцкий «не нашёл общего языка» и с социал-демократами, стоявшими на «правом фланге» большевизма: Луначарским, Мануильским и Дридзо (Лозовским).
Теперь напрашиваться к ним считаю совершенно неудобным, но если бы Вы в осторожной и тактичной форме, то есть от себя лично, намекнули им, что есть, дескать, в Париже почтенный литератор, который мог бы быть им полезен, и что, если они согласны, Вы-де берете на себя задачу запросить меня — за такую Вашу инициативу я был бы Вам только благодарен и даже могу гарантировать комиссию в размере бутылки красного вина при ближайшей встрече.

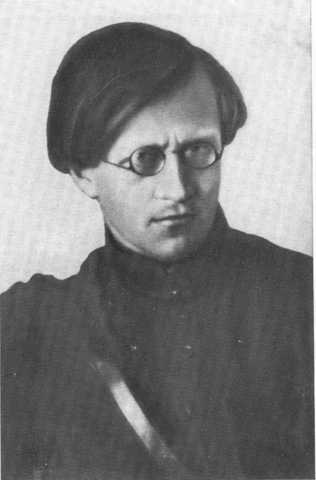
В. Антонов-Овсеенко в 1919 году

Троцкий в тот период также сблизился и с меньшевиком-интернационалистом Владимиром Антоновым-Овсеенко, а также с французскими интернационалистами из профсоюзов (Пьером Монаттом, Альфредом Росмером, учителем Фернаном Лорио, поэтом Марселем Мартине). Активное участие в жизни «Голоса» в годы войны принимала и Анжелика Балабанова.
:
Наша позиция уже вполне определенно выявлена… Мы стоим на точке зрения Штутгартской резолюции нашего Интернационала, мы стоим на точке зрения декларации социал-демократической фракции в Государственной думе. Мы рассматриваем эту войну как средство империалистических стремлений правящих классов Европы и определенных династических интересов. Наше к ней отношение — определенно отрицательное.
Успело выйти 108 номеров газеты «Голос». Но уже 29 января российские эмигранты начали выпуск нового периодического органа — газеты «Наше слово», в котором также активно участвовал Троцкий. Он быстро превратился в одного из основных авторов газеты, а постепенно стал и её фактическим руководителем.

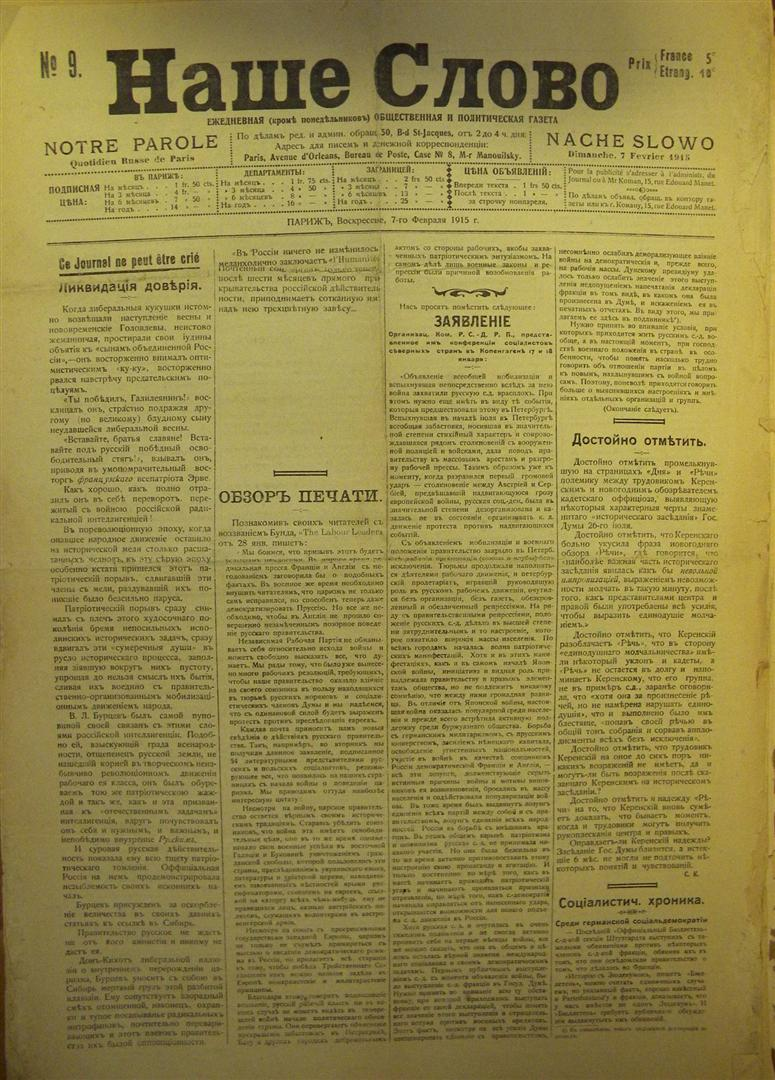
Газета «Наше слово» (№ 9, 1915)

#### «Наше слово»
Редакция такой газеты, как „Наше слово“, в эмигрантских условиях гораздо менее свободна в направлении деятельности газеты, чем можно было бы думать.

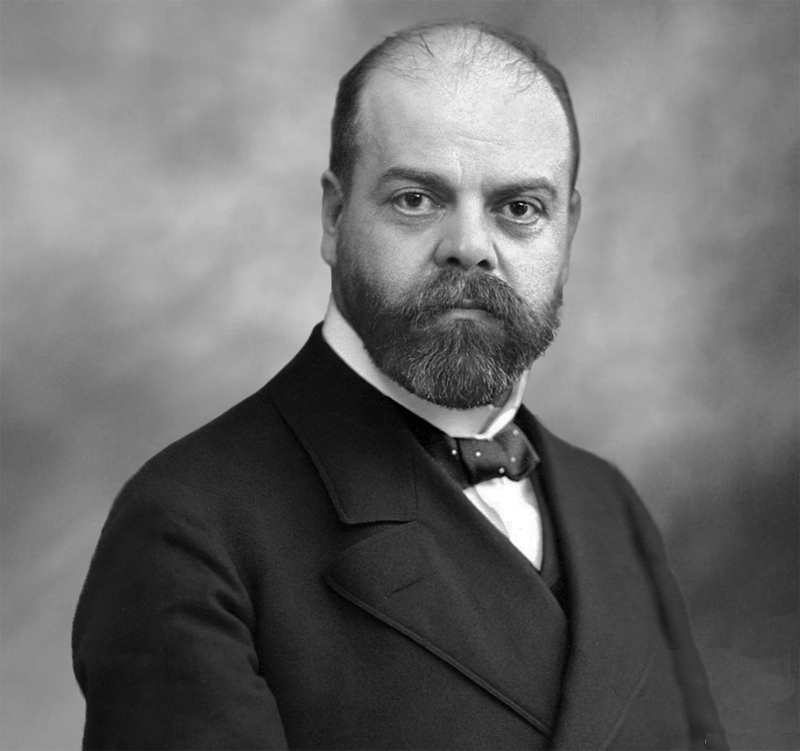
А. Парвус в 1906 году

Затем в газете появилась статья-«некролог по живому другу», посвящённая Александру Парвусу (см. «Наша революция»), в которой «старый друг» объявлялся «умершим», а его имя — захваченным «самозванцем». Парвус, обвинённый в шпионаже в пользу Германской империи, (по несколько отличной версии, Троцкий тоже сначала хотел его опубликовать, но потом передумал).

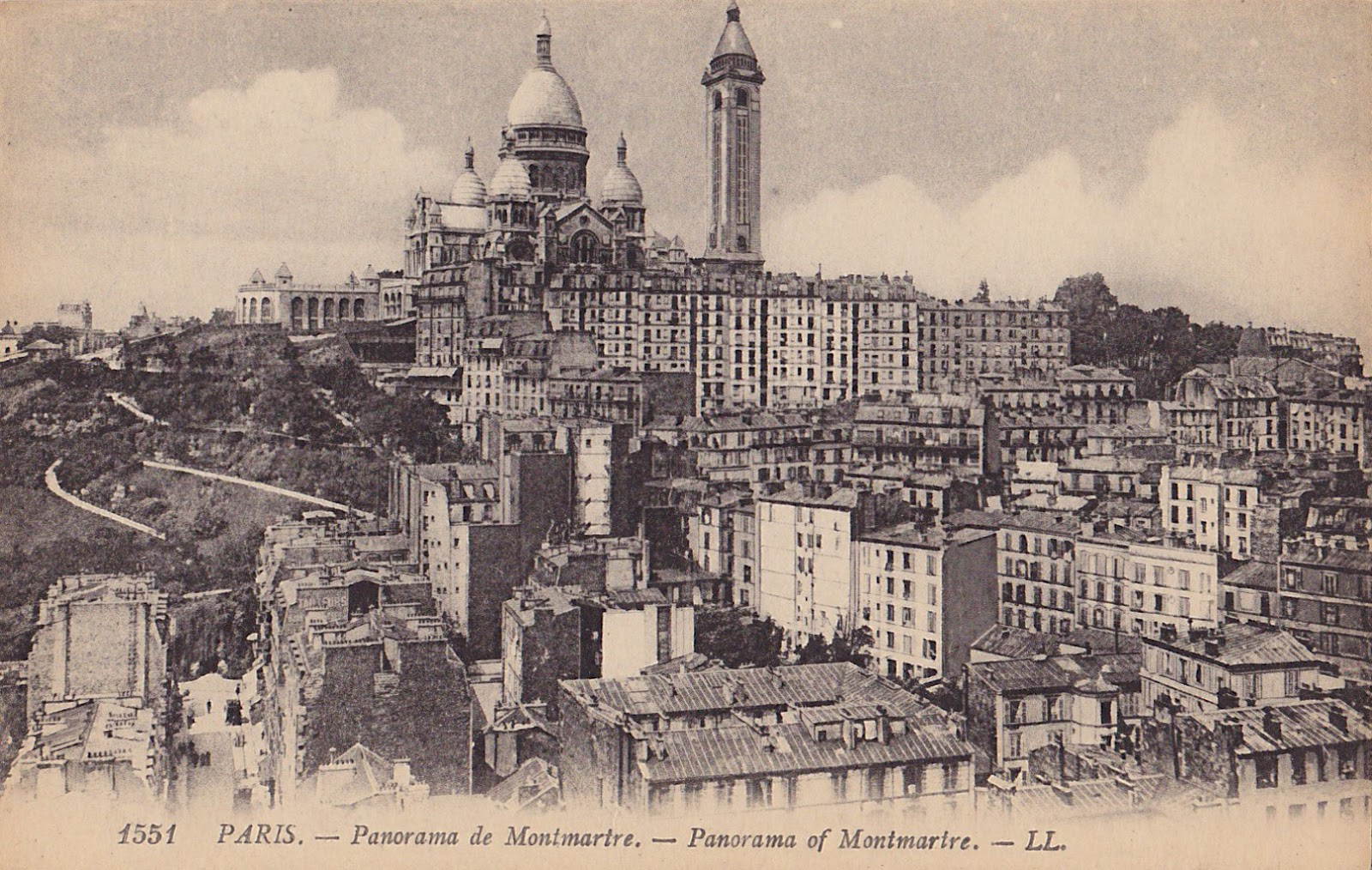
Монмартр в 1915 году

Осенью 1915 года финансовое положение газеты стало «критическим». Но в итоге, при помощи займов, издание удалось продолжить.
В этот период в газете появилась обширная и «значительная» статья Троцкого «Нация и хозяйство»:
Место замкнутого национального государства должна будет неизбежно занять широкая демократическая федерация передовых государств на основе устранения всяких таможенных перегородок. Национальная общность, вытекающая из потребностей культурного развития, не только не будет этим уничтожена, наоборот, только на основе республиканской федерации передовых стран она сможет найти свое полное завершение.
Троцкий же продолжал настаивать на правильности и своевременности своей идеи: в частности, через полгода в «Нашем слове» появилась статья «Их перспективы»,

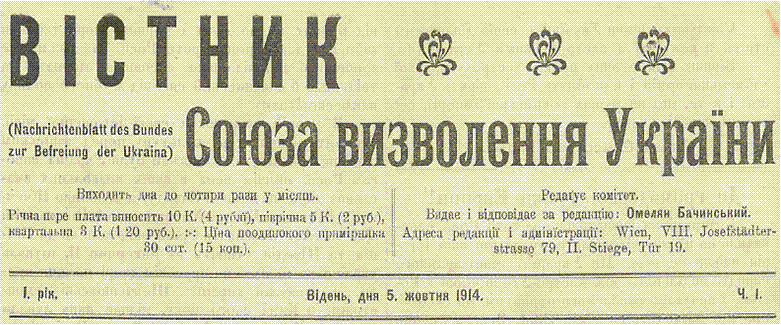
Вестник «Союза освобождения Украины» (1914)

При этом во главе Союза стоял некий Николай Троцкий — что приводило к путанице, поскольку одним из основных литературных псевдонимов будущего наркома был «Н. Троцкий».
В «Нашем голосе» появился ряд статей, посвящённых данному региону. По мнению Троцкого, разразившаяся после «сараевского убийства» (см. Югославия):
Чем больше… мировая война вскрывает всю невозможность балканской государственной неурядицы, тем больше она должна расчистить путь для единственной программы национального и государственного сожительства балканских народов.
Открытый разрыв с социал-патриотическими шатаниями является необходимой предпосылкой действительно революционного воздействия на пролетариат и политического объединения — а в дальнейшем и организационного слияния — всех интернационалистов.
Хотя постепенно отношение большевистского лидера к будущему наркому и менялось на менее критическое.

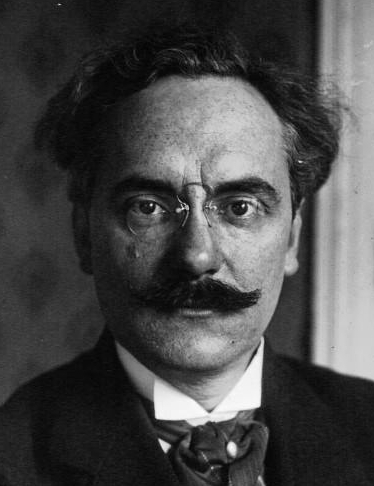
Ж. Лонге в 1918 году

### Высылка. Испания
С точки зрения властей Российской империи Троцкий являлся беглым ссыльным. В итоге, выбор свёлся к одному варианту — Испании.

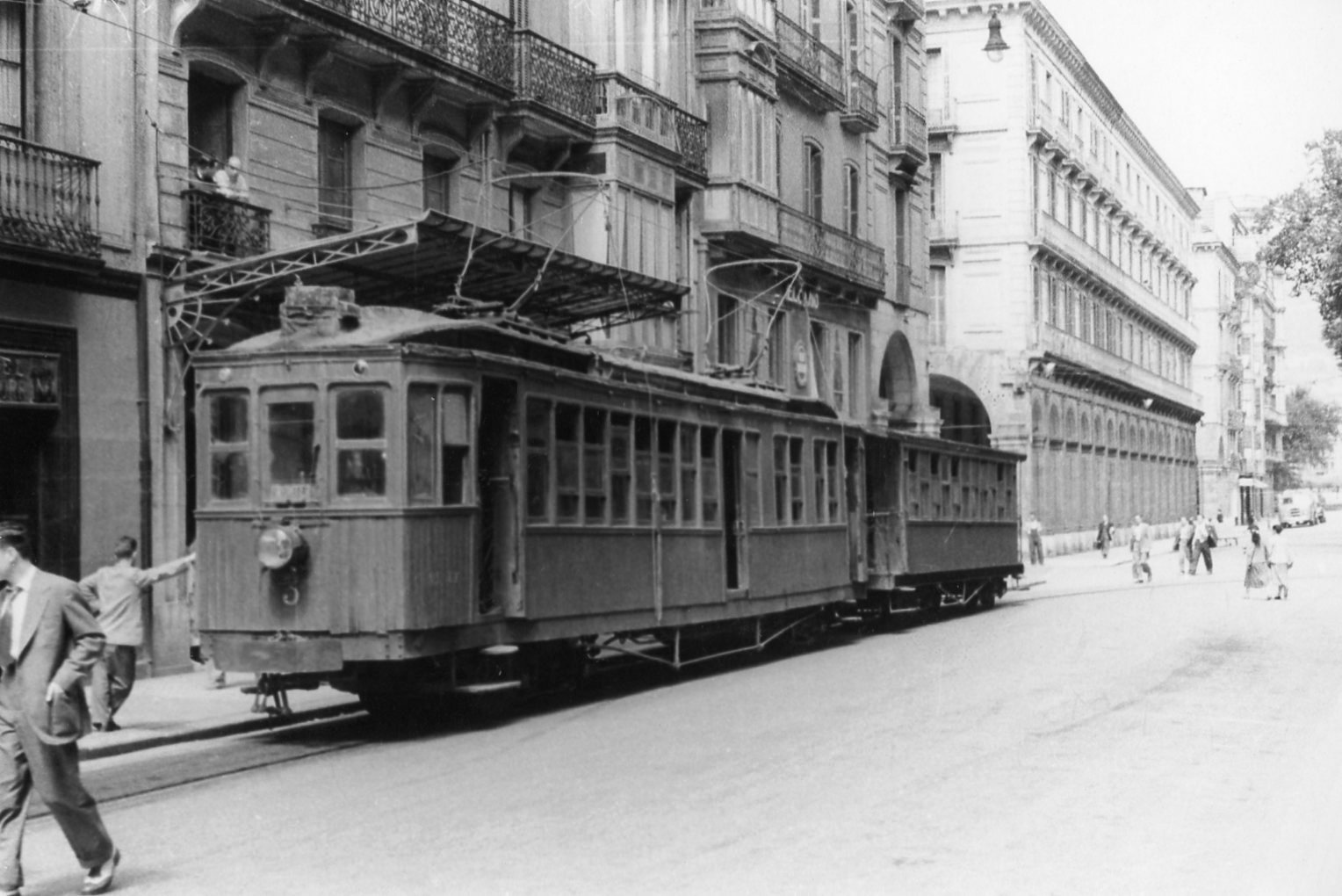
Трамвай из Сан-Себастьяна к границе

Троцкий оказался в Испании.

## Оценки и влияние
Исаак Дойчер утверждал, что брошюра Троцкого «Война и Интернационал», будучи изданной и в США, оказала непосредственное влияние на президента страны Вудро Вильсона и его программу «14 пунктов». Кроме того, Дойчера считал, что «отрекшись» во время Первой мировой войны от Августовского блока, Троцкий «сделал первый и решительный шаг по дороге, которая позднее приведет его в партию большевиков».
Фельштинский и Чернявский считали, что «современное европейское экономическое и политическое сообщество» являлось сбывшимся (почти через столетие и на капиталистических основах) «пророчеством» Троцкого.

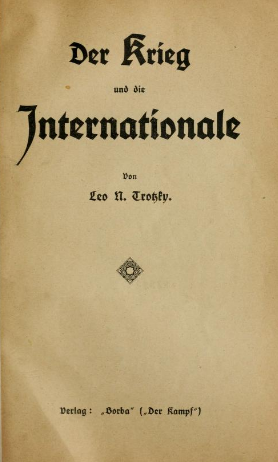
Брошюра «Война и Интернационал» (1914)

Военная корреспонденция Троцкого, переизданная в советское время в девятом томе его «Сочинений» (под заголовком «Европа в войне»), «оказалась в полнейшем забвении после его политического заката»:
Как историку Римской империи Гиббону оказался небесполезным опыт, полученный им в роли капитана хемпширских гренадер, так опыт добросовестного военного корреспондента однажды пригодится основателю Красной армии.